# ウォーキングwithダイナソー〜驚異の恐竜王国
『ウォーキングwithダイナソー～驚異の恐竜王国』 (Walking with Dinosaurs) は、1999年にイギリスのインポッシブル・ピクチャーズとBBCによって製作されたドキュメンタリーシリーズである。英仏米日の共同合作で、日本ではテレビ朝日系列で古舘伊知郎が司会、寺尾聰がナレーションのスペシャル番組として放送された。

## 内容
全6エピソード。三畳紀から白亜紀に渡る中生代の世界を描いている。エピソードごとに主役級の恐竜や古生物を設定し、彼らに焦点を合わせつつ、共に生息する他の恐竜・古生物の生態、その時代の自然環境をリアルに再現している。予算と期間を潤沢にとった製作規模が実現した、製作時における最新の情報が盛り込まれた高品質な映像によって、恐竜ドキュメンタリー屈指の名作となっている。

## ナレーター
オリジナルナレーター
ケネス・ブラナー
日本語版ナレーター
ウォーキングwithダイナソー 驚異の恐竜王国   江守徹（DVD・ビデオ版）
ウォーキングwithダイナソー BBCオリジナル・シリーズ   井浦新（DVD・ブルーレイ版）

## 各エピソード

### 新しい夜明け 三畳紀（英題:New Blood）
2億2000万年前の三畳紀の地球には巨大な大陸が一つしかなく、長い乾期が続く厳しい環境下にあった。恐竜は"スピード"を武器とするハンターとして誕生したが、大地の干ばつのため、多くの生物が死に絶えた地球に運良く生き残り栄え始めた。過酷な環境が続くうちに彼らの生態は変わり、適応できる恐竜たちだけが強さを増し、プラテオサウルスなどの大型恐竜も出現するようになっていった。恐竜以外のは虫類と初期の恐竜の生活、は虫類と哺乳類型は虫類との攻防が明らかにされる。

### 巨大生物の時代 ジュラ紀後期（英題:Time of the Titans）
1億5200万年前のジュラ紀は湿度が高く、森やシダの平原が広がる緑豊かな時代であった。ドラスティックな地球環境の変化が巨大草食動物を生み出した。それらは食物が変わって体型が変化したのである。巨大な恐竜が"群れ"で暮らす不思議、巨大恐竜の産卵、愛らしい子供の恐竜が懸命に成長する姿などが楽しめる。

### 海からの息吹 ジュラ紀後期（英題:Cruel Sea）
1億4900万年前のジュラ紀後期に最も繁栄した生物は、大型の海生は虫類であった。彼らは、空気呼吸をしながらも海での生活に適応し、進化を遂げていった。
地球のいたるところに恐竜は分布を広げ、海の中では大型海洋は虫類やサメとの激しい生存競争が繰り広げられた。海洋は虫類の出産、アンモナイトのいる海で泳ぐ巨大恐竜の映像は珍しく、陸地で食をめぐって戦う恐竜も合わせて見ることができる。

### 遥かなる空へ 白亜紀前期（英題:Giant of the skies）
1億2700万年前、白亜紀初期に繁栄していた生物の一つは空を自由に飛び回る翼竜であった。その中でも、最も巨大なオルニトケイルスは空の王者と呼ばれるにふさわしく、翼の端から端までが12メートル、人間をも上回る体を持った巨大翼竜であった。オルニトケイルスが交尾を行うためブラジルから北アメリカを経由し、大西洋を渡って南ヨーロッパの島にたどり着くまでの旅の様子を追っていく。また、彼の目から見た地上での恐竜の生態、植物などを紹介していく。
翼竜の目線で1万4000キロの壮大な旅のダイナミズムが体感でき、身を守るために大きな群れで海岸を歩くイグアノドンの映像も楽しむことができる。

### 地の果て 白亜紀中期（英題:Spirits of the Ice Forest）
１億600万年前の白亜紀中期、南極大陸は深い森に覆われており、多数の恐竜が生活していた。その生態をラエリナサウラと呼ばれる草食恐竜の一族を軸に追いかけていく。
春の訪れとともに彼らは繁殖の準備を始め、やがて卵を産み落とす。夏の訪れとともに若きラエリナサウラは成長し、外敵からの危険に対処する術を学んでいく。やがて冬が近づくと、彼らは比較的暖かな森の中へ移動し、昆虫は仮死状態となり、植物は活動を停止する。彼らは究極の環境で生きるために様々な決断を下し、戦っているのである。
恐竜は地球のいたるところで繁栄するが、南極の暮らしに適応したのは少数であった。極寒の厳しい冬がある環境で生き延びる小型草食恐竜の驚異のサバイバル物語が描かれる。

### 最期の時 白亜紀後期（英題:Death of a Dynasty）
6550万年前の白亜紀後期、そこでは肉食恐竜ティラノサウルスが草原を支配していた。一頭のメスのティラノサウルスの繁殖から子供の誕生までを、狩りやアンキロサウルスとの戦いを交えながら追いかけていく。この時代の大陸は絶えず変動を続け、それに伴う火山活動で大気には有毒なガスが充満し、荒野と化していった。そのため恐竜たちの繁殖は低下しつつあった。そして、メキシコ湾に巨大彗星が激突、恐竜たちの時代はついに最期を迎えるのであった…。
地殻変動の激しい地球で、恐竜最期の隆盛と恐竜王国の滅亡が描かれる。白亜紀末の恐竜の王者ティラノサウルスの母親と子供たちの生活。王者にふりかかる様々な苦難と、彼らのたどる滅亡への道。進化を極めたがゆえに適応しきれない環境変化に直面した恐竜たち。恐竜王国の滅亡のシナリオは200以上もあるが、未だ真相は明らかではない。

## 登場する動物
新しい夜明け 三畳紀
- コエロフィシス
- プラケリアス
- ポストスクス
- トリナクソドン（劇中ではキノドンとして登場、実際には不明種[1]）
- ペテイノサウルス
- プラテオサウルス
- ハイギョ（現生種）
- トンボ（現生種）

巨大生物の時代 ジュラ紀後期
- ディプロドクス
- オルニトレステス
- ステゴサウルス
- アヌログナトゥス
- アロサウルス
- ブラキオサウルス
- イトトンボ（現生種）
- フンコロガシ（現生種）

海からの息吹 ジュラ紀後期
- クリプトクリドゥス
- ランフォリンクス
- オフタルモサウルス
- リオプレウロドン
- エウストレプトスポンディルス
- ペリスフィンクテス（英語版）
- レプトレピス
- ヒボドゥス
- カブトガニ（現生種）
- クラゲ（現生種）
- イカ（現生種）
- キクイムシ（現生種）

遥かなる空へ 白亜紀前期
- トロペオグナトゥス（劇中ではオルニトケイルスとして登場）
- イグアノドン（北米の種はダコタドン（英語版））
- ポラカントゥス
- ユタラプトル
- タペヤラ
- イベロメソルニス（英語版）
- プレシオプレウロドン（英語版）
- ハチ

地の果て 白亜紀中期
- クーラスクス
- レエリナサウラ
- アウストラロヴェナトル（劇中では南極アロサウルスとして登場）
- ムッタブラサウルス
- ステロポドン
- ジャイアントウェタ（現生種）
- ムカシトカゲ（現生種）

最期の時 白亜紀後期
- ディデルフォドン
- ティラノサウルス
- アンキロサウルス
- トロサウルス
- アナトティタン
- ケツァルコアトルス
- ドロマエオサウルス
- パルクソサウルス
- デイノスクス
- デイニリシア（英語版）
- トリケラトプス
- チョウ（現生種）

## サウンドトラック
ベン・バートレット作曲のウォーキングwithダイナソーのオリジナルサウンドトラックは、2000年4月11日にBBCミュージックのCDにてリリースされた。
| 全作曲: ベン・バートレット。 |                                       |       |                    |      |
| #                            | タイトル                              | 作詞  | 作曲・編曲         | 時間 |
| 1.                           | 「Walking with Dinosaurs」            |       | ベン・バートレット | 1:14 |
| 2.                           | 「The Ankylosaurus」                  |       | ベン・バートレット | 0:54 |
| 3.                           | 「Death of the Postosuchus」          |       | ベン・バートレット | 2:28 |
| 4.                           | 「Survival of the Cynodonts」         |       | ベン・バートレット | 1:16 |
| 5.                           | 「Torosaurus Lock Horns」             |       | ベン・バートレット | 2:58 |
| 6.                           | 「Giant of the Skies」                |       | ベン・バートレット | 3:50 |
| 7.                           | 「Flight of the Ornithocheirus」      |       | ベン・バートレット | 2:24 |
| 8.                           | 「Deadly Nightscape」                 |       | ベン・バートレット | 1:52 |
| 9.                           | 「Time of the Titans」                |       | ベン・バートレット | 3:38 |
| 10.                          | 「Escape of the Podlets」             |       | ベン・バートレット | 0:46 |
| 11.                          | 「Jurassic Forest」                   |       | ベン・バートレット | 0:52 |
| 12.                          | 「Canyon of Terror」                  |       | ベン・バートレット | 2:15 |
| 13.                          | 「Islands of Green」                  |       | ベン・バートレット | 3:58 |
| 14.                          | 「Cruel Sea」                         |       | ベン・バートレット | 6:07 |
| 15.                          | 「Spirits of the Ice Forest」         |       | ベン・バートレット | 1:45 |
| 16.                          | 「Antarctic Spring」                  |       | ベン・バートレット | 3:19 |
| 17.                          | 「Sleeping Laellynasaura」            |       | ベン・バートレット | 0:57 |
| 18.                          | 「Secret Flight」                     |       | ベン・バートレット | 1:47 |
| 19.                          | 「Departure of the Muttaburrasaurus」 |       | ベン・バートレット | 1:06 |
| 20.                          | 「Tyrannosaurus」                     |       | ベン・バートレット | 2:56 |
| 21.                          | 「Triassic Water」                    |       | ベン・バートレット | 1:27 |
| 22.                          | 「End Credits」                       |       | ベン・バートレット | 0:53 |
| 合計時間:                    | 合計時間:                             | 48:42 |                    |      |

## ロケ地
| 各話           | ストーリー上の設定                     | 撮影場所                                                 |
| -------------- | -------------------------------------- | -------------------------------------------------------- |
| 新しい夜明け   | アメリカのアリゾナ州                   | ニューカレドニア                                         |
| 巨大生物の時代 | アメリカのコロラド州                   | レッドウッド国立公園、チリ、ニュージーランド、タスマニア |
| 海からの息吹   | オックスフォードシャー                 | ニューカレドニア、バハマ                                 |
| 遥かなる空へ   | ブラジル→北米→大西洋→欧州→カンタブリア | ニュージーランド、タスマニア                             |
| 地の果て       | オーストラリア                         | ニュージーランド                                         |
| 最期の時       | アメリカのモンタナ州                   | ニュージーランド、チリ                                   |

## 放送・展開

### 評価
一部マイナーな学説や過大見積もりされた復元などが見られるものの、多くの評論家から高い評価を受けている。英国BBCにて放送された後に世界213カ国で放送され、視聴者数は合計7億人以上を記録する記録的大ヒットを叩き出し、世界的に最も成功したドキュメンタリー作品と称されている。

### 受賞
本作品は2000年に2つのBAFTA賞、3つのエミー賞、そしてピーボディ賞を受賞。さらに、１分間の制作費が最も高いドキュメンタリー作品としてギネス世界記録にも認定された。

## 関連作品

### 「ウォーキングwith」シリーズ
1999年の『ウォーキングwithダイナソー』の後にも、「ウォーキングwith～」と銘打ったテレビシリーズが制作された。
- ウォーキングwithビースト Walking with Beasts（2001）
  - 恐竜絶滅後の新生代の地球を描いている。
- ケイブマン～遥かなる人類の旅 Walking with Cavemen（2003）
  - BS朝日にて前後編の編集版で放送された。
- ウォーキングwithモンスター〜前恐竜時代 巨大生物の誕生 Walking with Monsters（2005）
  - 恐竜誕生以前（カンブリア紀から三畳紀前期まで）の地球を描いている。

### テレビスペシャル
『ウォーキングwithダイナソー』のテレビスペシャルも制作されている。
- 伝説のビッグ・アル The Ballad of Big Al（2001）
  - アロサウルス”ビッグ・アル”の生涯を描いている。日本では『BBC地球伝説』（BS朝日）で編集版が放送された。
- タイムスリップ! 恐竜時代 Chased by Dinosaurs（2002）
  - 動物レポーターであるナイジェル・マーヴェンが初登場する。彼がタイムスリップしてテリジノサウルスとアルゼンチノサウルスの謎を探る物語である。日本では『地球ドラマチック』（NHK教育テレビ）内で放送された。
- 続 タイムスリップ! 恐竜時代 古代の海へ Sea Monsters（2003）
  - ナイジェル・マーヴェンがタイムスリップして、先史時代の海の支配者たち（オルトセラス、キムボスポンディルス、バシロサウルス、ダンクレオステウス、メガロドン、リオプレウロドン、モササウルス）を探す旅に出る。

### スピンオフ
- プレヒストリック・パーク 〜絶滅動物を救え!〜 Prehistoric Park（2006）
  - ナイジェル・マーヴェンがタイムスリップし、現代の古生物保護区『プレヒストリック・パーク』へ古生物を連れ帰って保護する物語。全6話。

### その他
- モンスター〜人類が出遭った脅威 Monsters We Met（2004）
  - BS朝日にて編集版が放送された。

### 映画
- ウォーキングwithダイナソー（2013）

## 舞台化
この番組は、2007年1月にオーストラリアで舞台化されており、恐竜をアニマトロニクスの技術を用いて実物大で再現したショーとなっている。このショーは、北米やヨーロッパでも公演が行われている。オーストラリア初演時の題は"Walking with Dinosaurs - The Live Experience" 、2010年時点の題は "Walking with Dinosaurs, Arena Spectacular" である。

### 日本での公演
日本においてはフジテレビジョンの番組「ザ・ベストハウス123」で紹介されたことで話題になり、その後2010年にフジテレビの主催であるかっぱ寿司が冠スポンサーとなって行われた。「ウォーキング・ウィズ・ダイナソー ライブアリーナツアー」という題がつけられ、横浜・広島・大阪・静岡・埼玉・名古屋・福岡の7か所で開催された。2019年にも開催予定であるが、主催者が朝日新聞社、Live Nation Japanに変更。
横浜公演
期間：2010年7月8日-11日
会場：横浜アリーナ
広島公演
期間：7月16日-19日
会場：広島グリーンアリーナ
大阪公演
期間：7月22日-25日
会場：大阪城ホール
静岡公演
期間：7月29日-8月1日
会場：静岡エコパアリーナ
埼玉公演
期間：8月5日-15日
会場：さいたまスーパーアリーナ
名古屋公演
期間：8月12日-15日
会場：日本ガイシホール
福岡公演
期間：8月19日-22日
会場：マリンメッセ福岡